# Dadi (Akwaya)
Dadi  est un village du Cameroun situé dans le département du Manyu et la Région du Sud-Ouest, à proximité de la frontière avec le Nigeria. Il fait partie de la commune d'Akwaya.

## Localisation
Dadi est localisé à 5° 59' 38 N et 9° 05' 19 E, à environ 205 km de distance de Buéa, le chef-lieu de la Région du Sud-Ouest, et à 193 km de Yaoundé, la capitale du Cameroun.

## Population
Lors du recensement de 2005, Dadi comptait 2 241 habitants dont 1 210 hommes et 1 031 femmes.

## Histoire
Entre 2017 et 2018, lors de la crise anglophone au Cameroun, Dadi a été le théâtre d'affrontements meurtriers entre les séparatistes et l'armée ,.